# Fabryka (film 1970)
Fabryka – polski krótkometrażowy film dokumentalny z 1970 roku w reżyserii Krzysztofa Kieślowskiego.